# Maria Sander
Maria Sander (Dinslaken, 30 oktober 1924 – Niederwahn (Much), 12 januari 1999) was een Duitse atlete.
Op de Olympische Zomerspelen van Helsinki in 1952 liep Sander met het Duits eenheidsestafette-team op de 4 × 100 meter estafette naar een zilveren medaille. Ook liep ze de 80 meter horden, waarin ze een bronzen medaille haalde, en op de 100 meter sprint, waarbij ze vijfde werd in de finale.
Vier jaar later, op de Olympische Zomerspelen van Melbourne in 1956 liep ze weer de 80 meter horden en de 4x100 meter estafette.
In 1954 op de Europese kampioenschappen atletiek 1954 liep Maria Sander met het Duits estafette-team naar een zilveren medaille.
Ook op de nationale kampioenschappen was Sander succesvol. In 1943, 1946, 1948, 1949, en 1951-54 was ze West-Duits kampioene op de 80 meter horden. Op de 100 meter sprint was ze nationaal kampioene van 1952 tot 1954.
- Gemeinsame Normdatei: 189537256
- Virtual International Authority File: 221067536